# Горишна, Лилия Романовна
Лилия Романовна Горишна (укр. Горішна Лілія Романівна, род. 28 декабря 1994) — украинская спортсменка, борец вольного стиля, серебряный призёр чемпионата Европы 2019 года. Участница I Европейский игр в Баку. 

## Биография
Борьбой занимается с детства с 2003 года. На международных спортивных соревнованиях по борьбе выступает с 2009 года. Призёр чемпионата мира и Европы среди юниоров. 
Одержала победу в весовой категории до 53 кг на чемпионате Европы среди спортсменов не старше 23-х лет, который состоялся в 2015 году в Польше. Через два года на аналогичном чемпионате в Венгрии повторила свой результат. 
В 2015 году приняла участие в соревнованиях по борьбе на I Европейских играх, которые состоялись в городе Баку. В весовой категории до 53 килограмм, она заняла итоговое пятое место.
Принимала участие в квалификационном турнире к летним Олимпийским играм в Рио-де-Жанейро, который проходил в Улан-Баторе. Заняла итоговое пятое место и не попала в число спортсменов участвующих в играх в Бразилии. 
В апреле 2019 года на чемпионате континента в румынской столице, в весовой категории до 53 кг Лилия в схватке за золотую медаль уступила спортсменке из России Стальвире Оршуш и завоевала серебряную медаль взрослого чемпионата Европы, первую столь важную для себя награду в карьере. На чемпионате Украины 2023 стала первой в весе до 53 кг.